# Tolypamminoides
Tolypamminoides es un género de foraminífero bentónico considerado un sinónimo posterior de Serpenulina de la subfamilia Ammovolummininae, de la familia Ammovolummidae, de la superfamilia Hippocrepinoidea, del suborden Hippocrepinina y del orden Astrorhizida. Su especie tipo era Tolypammina (Tolypamminoides) aspera. Su rango cronoestratigráfico abarcaba el Silúrico.

## Discusión
Clasificaciones previas incluirían Tolypamminoides en la familia Ammodiscidae, de la superfamilia Ammodiscoidea, del suborden Textulariina y del orden Textulariida. Tolypamminoides fue propuesto como un subgénero de Tolypammina, es decir, Tolypammina (Tolypamminoides).

## Clasificación
Tolypamminoides incluía a la siguiente especie:
- Tolypamminoides aspera †